# Същинско попче
Същинското попче (Pomatoschistus microps) е вид лъчеперка от семейство Попчеви (Gobiidae).

## Разпространение
Видът е разпространен във Великобритания, Германия, Дания, Естония, Испания, Латвия, Литва, Нидерландия, Норвегия, Полша, Португалия, Русия, Финландия, Франция и Швеция.